# Бабиков Іван Сергійович
Іван Сергійович Бабиков (4 липня 1980, Сиктивкар) — канадський лижник російського походження, член Олімпійської олімпійської збірної Росії на Олімпіаді у Турині та Канади у Ванкувері. Чемпіон Росії, США та Канади з лижних гонок, переможець етапу Кубку світу у Давосі в естафеті 4х10 км.

## Кар'єра
З 2003 по 2006 рік в активі Івана 33 індивідуальні перемоги на дистанціях 50 км і менше. У Турині в естафеті 15+15 км став 13-м.
У 2003 році Іван переїхав до Канади, 2007-го прийняв її громадянство. Відповідно до правил FIS він мав виступати за Росію до кінця 2008 року, однак востаннє включений до її складу 2007 року у Саппоро на Чемпіонаті світу.
З 2009 він виступає за Канаду. На Олімпіаді у Ванкувері він став сьомим у естафеті 4х10 км.
Живе у Кенморі, Альберта. Одружений
|  | Це незавершена стаття про лижника чи лижницю. Ви можете допомогти проєкту, виправивши або дописавши її. |